# Галац
Гала́ц, или Гала́ци (рум. Galaţi, МФА: {{#parsoid\0fragment:0}}ɡaˈlatsʲ{{#parsoid\0fragment:1}}о файле) — город и порт на востоке Румынии, в устье Дуная, административный центр жудеца Галац. На 2005 год население составляло 331,4 тысяч жителей, по данным на 2021-й — 217,8 тысяч. Известен с XIII века. Металлургический комбинат, судостроение, производство судового оборудования, химическая, текстильная, мебельная промышленность. Музей исторический, современного румынского искусства. Церкви XVII века, ансамбль центра Галаца (1956-60), новые жилые районы.

## Этимология
Название Галац происходит от кыпч. galat, которое в конечном счёте восходит к перс. کلات‎ kalât «крепость». Были предложены и другие варианты этимологии, например серб. галац / galac. Однако корень галат встречается в соседних топонимах, некоторые из которых явно имеют кыпчакское происхождение, например озеро Гэлэцуй, которое имеет типичный для половцев (кипчаков) суффикс -уй, означающий «вода». Другим топонимом в этом регионе является Галиция с её городом Галич, который местными жителями связывается с галками (укр. галка, пол. kawka). До монгольского нашествия на Русь Галац был известен как Малый Галич, находившись в составе Галицко-Волынского княжества. Другими похожими названиями являются город Галич в России и историческая область Галатия на территории современной Турции. Галац имеет несколько экзонимов: греч. Γαλάτσι, нем. Galatz, венг. Galac, пол. Gałacz, тур. Kalas, болг. и укр. Галац.

## Географическое положение
Город расположен на востоке Румынии, координаты 45°27' с. ш. и 28°02' в. д. Расположен на левом берегу Дуная, занимает площадь 246.4 км², на стыке рек Сирет (на западе) и Прут (на востоке). Находится в 150 км по руслу реки Дунай от Чёрного моря.

## История
Первое упоминание Галаца относится к 1445 году.

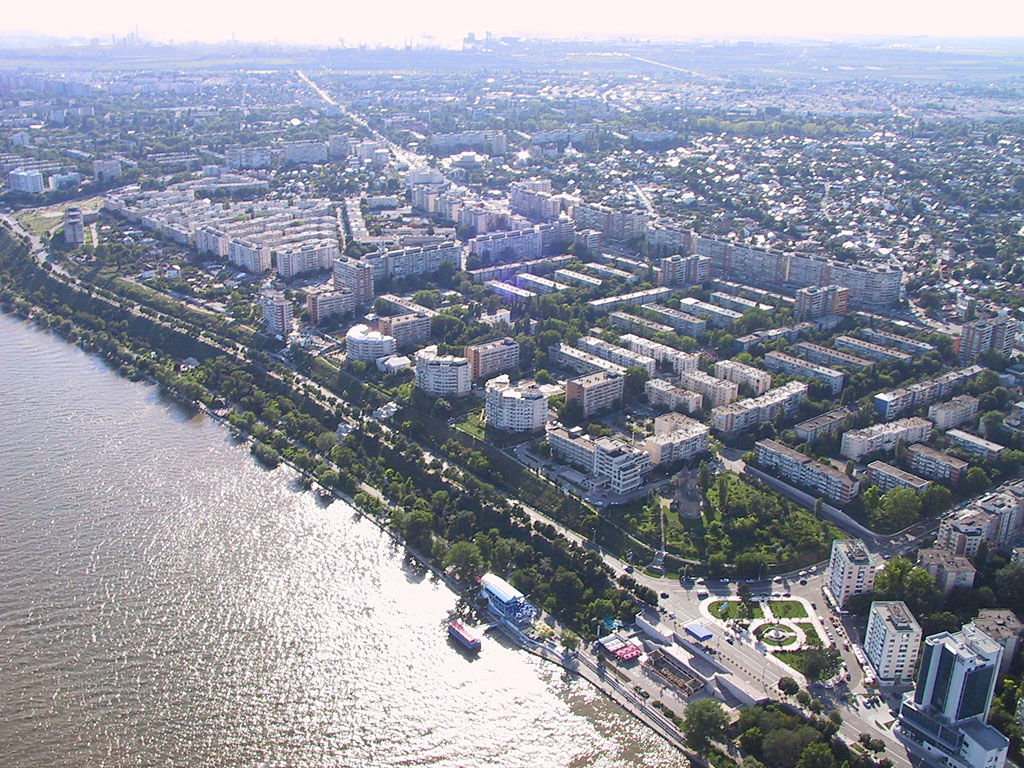
Панорама города

В ноябре 1769 года близ Галаца произошло сражение между русской армией и турками. 20 апреля (1 мая) 1789 года при Галаце русские войска под командованием В. Х. Дерфельдена разбили 20-тысячный турецкий корпус. Город был сожжён.
21 февраля 1821 года в Галаце под предводительством бывшего российского майора Василиса Каравиаса, 150 греков (в основном кефаллонийцев) совершили свой первый бой против турок. В ходе дальнейших событий, после героической обороны города, грекам удалось прорваться из осажденного турками города 1 мая 1821 года под предводительством Афанасиоса Карпенисиотиса (см. Бой за Галац). Но турки перебили жителей и сожгли город.
Галац в начале XIX века стал одним из начальных театров военных действий в ходе освободительной войны Греции против турок 1821—1829 гг.
Греческое присутствие в Галаце, особенно в судоходстве, было заметно и во второй половине XIX века. В значительной мере это присутствие как и присутствие других иностранцев обуславливалось статусом порто-франко, который был отменен лишь в 1883 году.
В 1856 году гречанка — судовладелица Петала (Πεταλα) зарегистрировала самое большое судно в Галаце водоизмещением в 1850 тонн.
В 1859 году Галац печально прославился произошедшим здесь еврейским погромом. После ложного обвинения евреев в ритуальном убийстве; 15 главных виновников этого мнимого преступления были арестованы, синагога была разрушена, а все еврейские дома разгромлены и несколько евреев было убито. Лишь на третий день, благодаря вмешательству иностранных консулов (в особенности французского) погром был приостановлен. В 1867 году в городе при изгнании евреев произошло потопление нескольких лиц по вине румынской пограничной стражи, когда высланные из Галаца евреи были переправлены в Турцию. Румынское правительство, опасаясь негодования со стороны европейского общественного мнения, опубликовало в официальном «Moniteur’e» заметку, в которой вся ответственность была свалена на турок, не желавших пустить евреев на берег. Но европейские консулы, бывшие в Яссах, в коллективном письме от 15 июля 1867 года «сочли своим долгом протестовать против этого акта варварства, ответственность за который они возлагают на префекта Г. и на высшую администрацию». Ввиду возникшего общественного резонанса кабинет И. Брэтиану вынужден был подать в отставку после того, как в английском парламенте стали требовать принятия энергичных мер против гонений на еврейское население страны.
В 1940 году, после того как Бессарабия была аннексирована СССР, несколько молдаван и евреев, которые пытались пересечь Румынское королевство в СССР, были казнены на таможне в Галати румынской армией.
В силу столь значительной исторической связи города с Грецией один из районов греческой столицы, Афин, называется Галаци.

## Экономика

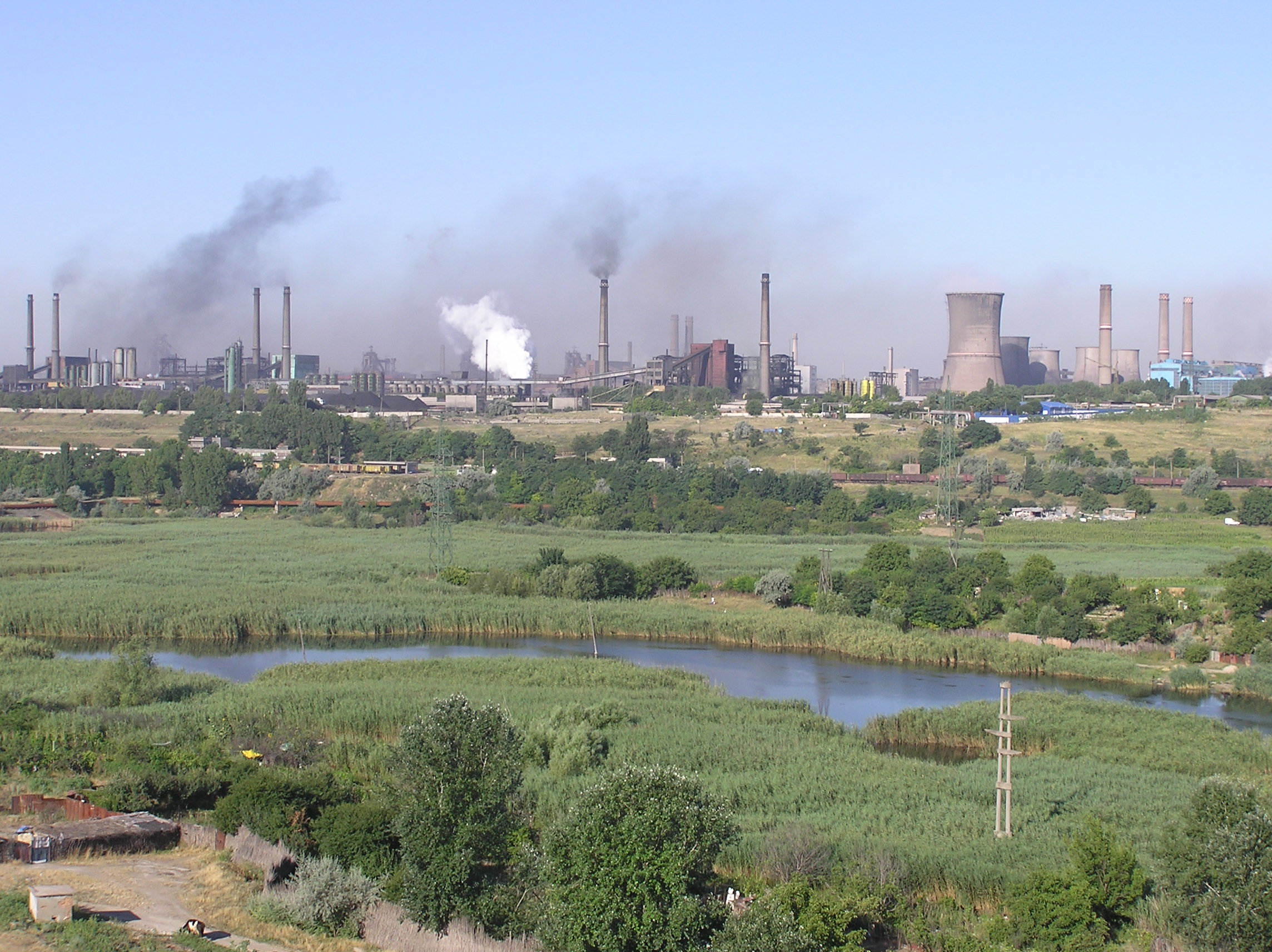
Металлургический комбинат

В городе расположен крупнейший в стране металлургический комбинат Арселор-Миттал Галац, до 2001 года комбинат принадлежал государству. Также в Галаце находится крупнейшая на Дунае судоверфь (рум.). Этому благоприятствует выгодное экономико-географическое положение города, находящегося недалеко от черноморского побережья.
Также в Галаце расположен пограничный пункт с Молдавией.

## Памятники
- Памятник гетману Мазепе

## Города-побратимы
- Анкона, Италия
- Ковентри, Великобритания (1963)
- Пирей, Греция (1985)
- Ухань, КНР (1987)
- Пессак, Франция (1991)
- Лимон, Коста-Рика (1992)
- Хаммонд, Индиана, США (1997)
- Николаев, Украина (2002)
- Одесса, Украина (2002)
- Севастополь, Украина (2002)
- Ялта, Украина (2002)
- Ези, Италия (2003)
- Скотсблафф, Небраска, США (2007)
- Мумбаи, Индия (2007)
- Бриндизи, Италия (2007)